# Blekinge
Blekinge (Blekinge län) Blekinge je nejmenší ze švédských provincií a zároveň jeden ze švédských krajů. Nachází se na jihu Švédska. Sousedí s kraji Skåne, Kronoberg, Kalmar a Baltským mořem. Hlavním městem kraje je Karlskrona. Blekinge pokrývá pouze 0,7 % území Švédska.

## Provincie
Kraj Blekinge má tytéž hranice jako historická provincie Blekinge.

## Symboly
Kraj Blekinge získal svůj znak po provincii Blekinge. Pokud je znak zobrazen s královskou korunou, reprezentuje krajskou správní radu.

## Obce
Počet obyvatel podle údajů z 31. prosince 2009. Kraj má 152 591 obyvatel, 1,6 % z celkového počtu obyvatel Švédska.
- Karlshamn 30 919
- Karlskrona 63 342
- Olofström 13 102
- Ronneby 28 416
- Sölvesborg 16 813

## Obce podle velikosti
Kraj Blekinge se skládá z pěti obcí (municipalit) (údaje z roku 2010):
| # | Oblast     | Populace |
| - | ---------- | -------- |
| 1 | Karlskrona | 35,212   |
| 2 | Karlshamn  | 19,075   |
| 3 | Ronneby    | 12,029   |
| 4 | Sölvesborg | 8,401    |
| 5 | Olofström  | 7,327    |